# 25924 Douglasadams
25924 Douglasadams este un asteroid din centura principală, descoperit pe 19 februarie 2001, de LINEAR.